# هیتمن ۲ (فیلم ۲۰۲۵)
هیتمن ۲ (انگلیسی: Hitman 2)-(به کره‌ای: 히트맨 ۲) یک فیلم کمدی اکشن محصول سال ۲۰۲۵ سینمای کره جنوبی به کارگردانی و نویسندگی چوی وون سوب که دنباله‌ای بر فیلم هیتمن: مأمور جون (۲۰۲۰) می‌باشد. این فیلم برای اکران در سینماها در ژانویه ۲۰۲۵ برنامه‌ریزی شده است.

## ساخت
فیلمبرداری اصلی در ۲ ژوئن ۲۰۲۳ آغاز شد و فیلمبرداری در ۳ سپتامبر ۲۰۲۳ به پایان رسید.